# Josep Martí i Bofarull
Martí Bofarull -signatura artística composta pels dos cognoms- és un pintor català, preferentment, de carrers, places i urbs. En els seus quadres els edificis agafen un gran protagonisme.

## Biografia
Martí Bofarull va néixer en una família d'artistes a Molins de Rei el 1965. La seva àvia, la pintora Carme Sala i Rodon, fou el seu mestre més important. Carme va donar a Bofarull les primeres lliçons en tècniques pictòriques.
Als 16 anys, Bofarull ingressa en l'Escola Massana de Barcelona,on s'especialitza en pintura.
Entre 1988 i 1994, ensenya en una escola d'art a Molins de Rei, mentre participa en diferents certàmens i fires, on el seu art és reconegut, ja que guanya més de 50 premis.
Des de 1995, exhibeix en nombroses galeries entre elles la Galeria Tuset de Barcelona, Galeria Andreu Picó de Palma, Galeria Arnau de Girona, Galeria Terraferma de Lleida, Sala Arimany de Tarragona, Galeria Aitor Urdangarín de Vitoria, Galeria Sokoa de Madrid, Sala Braulio de Castelló, Galeria Sánchez de València i Galeria Euroarte de Lisboa.
També ha participat en nombroses fires d'art Internacional com la Fira Internacional Artexpo de Barcelona, Fira Internacional Euroart de Ginebra, Fira Internacional MAC 21 de Marbella, i la Fira Interart de València.

## Premis de Pintura

### 1995
| - 1r Premi de Tècniques especials al "XXXIV Concurs Internacional de Pintura de Tossa de Mar",Girona. - Accèssit a la "XIV Mostra d'Arts Plàstiques per a Joves" de la Generalitat de Catalunya" - Mención Especial en el "Primer Certamen Nacional de Pintura de Aluche" Madrid. - Primera Mencion Especial en el"XX Certamen Internacional de Pintura de Riaza" Segovia. - 1r Premi al " XXXVII Concurs de Pintura Mercat del Ram" de Vic, Barcelona. - 2n Premi al "V Concurs de Pintura de Sant Vicenç" a Mollet del Valles, Barcelona. - 2n Premi al "Concurs de la Galeria Terraferma" a Torres de Segre, LLeida. - 1r Premi al "Concurs de Pintura Rapida" a la Garriga, Barcelona. - 1r Premi al "Concurs de Pintura Massis del Montseny" a Viladrau, Girona. - 1r Premi al "XIV Concurs de Pintura Rapida" de Solsona, LLeida. - 1r Premi al "III Concurs de Pintura Rapida" d'Almenar, Lleida. - 1r Premi al "XXI Concurs de Pintura Rapida" de Mura, Barcelona. - 1r Premi al "XXVI Concurs de Pintura Rapida" de Rajadell, Barcelona. - 1r Premi al "II Concurs de Pintura Festa del Pi" de Centelles, Barcelona. - 1r Premi al "Concurs de Pintura Rapida" de Linyola, LLeida. - 1r Premi al "IX Concurs de Pintura Rapida" de La Sénia, Tarragona - 1r Premi al "Concurs de Pintura Rapida" d'Arenys de Mar, Barcelona. | - 1r Premi al "IX Concurs de Pintura Rapida" de Manlleu, Barcelona. - 1r Premi al "Concurs de Pintura Rapida" de Castellnou de Bàges, Barcelona. - 2n Premi al "VI Concurs de Pintura Rapida de Santiga" Santa Perpetua de la Mogoda, Barcelona. - 2n Premi al "X Concurs de Pintura Rapida"de Molins de Rei, Barcelona. - 2n Premi al "VI Concurs de Pintura Rapida" de Vilassar de Dalt, Barcelona. - 2n Premi al "XXVI Concurs de Pintura Rapida" de Seva, Barcelona. - 2n Premi al "XIV Concurs de Pintura Rapida" d'El Papiol,Barcelona. - 2n Premi al "Concurs de Pintura Rapida" de Navàs, Barcelona. - 2n Premi al "Concurs de Pintura Rapida Castell de Montsonís" Foradada, LLeida. - 2n Premi al "Concurs de Pintura Rapida" de Sant Antoni de Vilamajor, Barcelona. - 3r Premi al "Concurs de Pintura Rapida de Salelles" Sant Salvador de Guardiola, Barcelona. - 3r Premi al "VIIIConcurs de Pintura Francesc Cabanas i Alibau" de Sant Cugat del Valles, Barcelona. - 3r Premi al "IXConcurs de Pintura Rapida" d'Avià, Barcelona. |

### 1996
| - 1r Premi al "IX Concurs de Pintura Rapida" de Manlleu, Barcelona. - 1r Premi al "XXI Concurs de Pintura Rapida" de Sant Fruitos de Bages, Barcelona. - 1r Premi al "XI Concurs de Pintura Rapida" de Montblanc,LLeida. - 1r Premi al "Concurs de Pintura Rapida" de Rocafort, Barcelona. - 1r Premi al "XXVIII Concurs de Pintura Rapida de Salelles. " Sant Salvador de Guardiola, Barcelona. - 1r Premi al "II Concurs de Pintura Rapida" de Ripoll, Girona. - 1r Premi al "XVII Concurs de Pintura Rapida" d'Avià, Barcelona. - 1r Premi al "4 °Certamen de Pintura Rapida Villa de Checa" Guadalajara. - 1r Premi al "V Concurs de Pintura Rapida" de Sanaüja, LLeida - 1r Premi al "XV Concurs de Pintura Rapida" de Solsona, LLeida. | - 1r Premi al "XXVII Concurs de Pintura Rapida" de Rajadell, Barcelona. - 2n Premi al "Concurs de Pintura Rapida del parc de Bombers de LLeida". - 2n Premi al "IX Concurs de Pintura Francesc Cabanas i Alibau" de Sant Cugat del Valles, Barcelona. - 2n Premi al "I Concurs de Pintura Rapida" d'El Port de la Selva, Girona. - 2n Premi al "Concurs de Pintura Rapida" de Moià, Barcelona. - 2n Premi al "II Concurs de Pintura Rapida Vila de Bellpuig" LLeida. - 3r Premi al "Concurs de Pintura Massis del Montseny " de Viladrau, Girona. - 3r Premi al "XI Concurs de Pintura Rapida" de Molins de Rei,Barcelona. - 3r Premi al "IV Concurs de Pintura Rapida" d'Almenar, LLeida - 4t Premi al "XXXVII Concurs de Pintura Festes de la LLum" de Manresa, Barcelona. |

### 1997
- 1r Premi al "XXXVII Concurs de Pintura Festes de La LLum" de Manresa, Barcelona.
- Primer Premi al "III Premi Agrupació Mutua" Barcelona.
- Primera Menció al " Certamen Nacional de Pintura Fundació Barceló" Palma.

## Exposicions

### Exposicions Individuals
| - 2008 Galeria Tuset, Barcelona. - 2007 Galeria Puchol, València Galeria Terraferma, Lleida Galeria Echeberría, San Sebastian Galeria Jaume III, Palma. - 2006 Sala Braulio II, Castelló Galeria Saldaba, Saragossa. - 2005 Galeria Puchol, Valencia Galeria Terraferma, Lleida Galeria Jaume III, Palma Galeria Tuset, Barcelona. - 2004 Sala Braulio, Castelló Galeria Arimany, Tarragona Galeria Aitor Galeria Salduba, Saragossa. | - 2003 Galeria Artnau, Girona Galeria Terraferma, Lleida Galeria Tuset, Barcelona. - 2002 Sala Braulio, Castelló Galeria Arimany, Tarragona Galeria Jaume III, Palma Galeria Aitor Urdangarín, Vitoria Galeria Urdangarín, Vitoria. - 2001 Galeria Terraferma, Lleida Galeria Tuset, Barcelona Galeria Artnau, Girona. - 2000 Galeria Arimany, Tarragona Galeria Aitor Urdangarín, Vitoria Galeria Maika Sánchez, Valencia Galeria Andreu Picó, Palma. | - 1999 Galeria Terraferma, Lleida Galeria Andreu Picó, Palma Galeria Tuset, Barcelona. - 1998 Galeria Tuset, Barcelona Galeria Arimany, Tarragona Sala Braulio, Castelló Galeria Aitor Urdangarín, Vitoria. - 1997 Galeria Terraferma, Lleida Galeria San Vicente, València. - 1996 Galeria Tuset, Barcelona Galeria Palau de Caramany, Girona Galeria Racó d'Art, Olot - 1995 Galeria Terraferma, Lleida Galeria San Vicente, València. |

### Exposicions Col·lectives
| - 2008: Galeria Puchol,Valencia; Grandes Pintores. Sala Braulio, Castelló. - 2007: Galeria Castelló 120, Madrid; Obra Gallery, Puerto Rico; La Galeria, St.Cugat del Vallès (Barcelona); Galeria Echeberría, San Sebastian; "Salón de Invierno" Sala Braulio, Castelló. - 2006: Exposició col·lectiva commemorativa del 15º aniversari de la Galeria Aitor Uradangarín, Vitoria; Galeria Castelló 120, Madrid; Galeria Echebarría, San Sebastián; Col·lectiva Petit Format, Galeria Puchol,València; Museo Diocesà, Barcelona "Encuentro con el arte actual". - 2005: " Petit Format" Galeria Puchol, València; " Petit Format " Sala Braulio II, Castelló; " Petit Format " Grup d'Art Escolà, Lleida, Barcelona, Tarragona i Saragossa; Col·lectiva " Madrid " Galeria Castelló 120, Madrid; Col·lectiva "Art Côte Vermeille" Ville de Colliure, França. - 2004: " Figuració 04-05 " Galeria Tuset, Barcelona; Col·lectiva " Petit Format " Galeria Echebarría, San Sebastián; Galeria Castelló 120, Madrid. Col·lectiva " Petit Format" Grup d'Art Escolà, Lleida, Barcelona, Tarragona i Saragossa. - 2003: Salón Banyuls Sur Mer, Banyuls, França. | - 2002: " Figuració '02 " Galeria Tuset, Barcelona; Galeria Alameda, Vigo. - 2000: " Figuració 00-01 " Galeria Tuset, Barcelona. - 1998: " Figuració 98-99" Galeria Tuset, Barcelona; Galeria Sokoa, Madrid; Galeria Euroarte, Lisboa, Portugal. - 1997: " XIX Salón de Primavera " Sala Braulio, Castelló; Fundació Barceló, Palma; Galeria Infantas, Madrid. - 1996: " II premi Agrupació Mútua " Sala Maremagnum, Barcelona. Col·lectiva " Figuració 96-97" Galeria Tuset, Barcelona. - 1995: Exposicions itinerants de les obres premiades a la " 14a mostra d'arts plàstiques per a joves "; Sala Lola Anglada, Barcelona; Ambit I del Museu d'art de Girona; Sala Castellarnau, Tarragona; " VII Certamen Nacional de pintura Parque del Buen Retiro " Centro Cultural Casa de Vacas,Madrid; Galeria Recoletos, Madrid. - 1994: "XXXVI premi de pintura jove ", Sala Parés, Barcelona. - 1992: " Barcelona Art & Sport ", Galeria Tuset, Barcelona. - 1989: " 14a mostra d'arts plàstiques per a jóves " premi Ramon Casas. - 1988: " Premi de pintura jove " Sala Parés, Barcelona. |

## Fires d'Art
| - 2007 Fira DeArte, Madrid - 2006 Fira DeArte, Madrid Art Decor, Atlanta. - 2005 Fira DeArte, Madrid Artexpo 05 Nova York - 2004 Art Decor, Atlanta. | - 2003 Fira d'Art Contemporani, Artexpo'03, Barcelona. Fira Internacional, Interart, Valencia. - 2002 Fira Internacional Artexpo'00, Barcelona. - 2001 Fira Internacional deArte Madrid. - 1999 Fira Internacional d'Art de Salamanca. Fira Internacional Arexpo'99, Barcelona. Fira Internacional d'Art de Santander. | - 1998 Fira Internacional Artexpo'98, Barcelona. Fira Internacional Euroart'98, Ginebra, Suiza. Fira Internacional, MAC21, Marbella, Málaga. - 1997 Fira Internacional Artexpo'97, Barcelona. Fira Internacional Interat'97, Valencia. - 1996 Fira Internacional d' Art, Interart, Valencia. |